# Ешлі (Іллінойс)
Ешлі (англ. Ashley) — місто (англ. city) в США, в окрузі Вашингтон штату Іллінойс. Населення — 462 особи (2020).

## Географія
Ешлі розташоване за координатами 38°19′42″ пн. ш. 89°11′20″ зх. д. / 38.32833° пн. ш. 89.18889° зх. д. (38.328335, -89.188951).  За даними Бюро перепису населення США в 2010 році місто мало площу 2,92 км², з яких 2,86 км² — суходіл та 0,06 км² — водойми.

## Демографія
Згідно з переписом 2010 року, у місті мешкало 536 осіб у 243 домогосподарствах у складі 144 родин. Густота населення становила 184 особи/км².  Було 271 помешкання (93/км²).
Расовий склад населення:
| - 97,4 % — білих - 0,7 % — чорних або афроамериканців |

До двох чи більше рас належало 1,1 %. Частка іспаномовних становила 2,2 % від усіх жителів.
За віковим діапазоном населення розподілялося таким чином: 21,5 % — особи молодші 18 років, 63,4 % — особи у віці 18—64 років, 15,1 % — особи у віці 65 років та старші. Медіана віку мешканця становила 40,3 року. На 100 осіб жіночої статі у місті припадало 90,7 чоловіків;  на 100 жінок у віці від 18 років та старших — 96,7 чоловіків також старших 18 років.
Середній дохід на одне домашнє господарство  становив 41 161 долар США (медіана — 37 159), а середній дохід на одну сім'ю — 51 335 доларів (медіана — 47 917). Медіана доходів становила 42 212 долари для чоловіків та 24 750 доларів для жінок. За межею бідності перебувало 21,1 % осіб, у тому числі 27,4 % дітей у віці до 18 років та 18,4 % осіб у віці 65 років та старших.
Цивільне працевлаштоване населення становило 251 осіб. Основні галузі зайнятості: виробництво — 21,5 %, мистецтво, розваги та відпочинок — 13,5 %, освіта, охорона здоров'я та соціальна допомога — 13,5 %.